# 青木重矩 (豊臣家臣)
青木 重矩（あおき しげのり）は、戦国時代から安土桃山時代にかけての人物。豊臣秀吉の叔父。青木紀伊守の父。諱は一董（かずただ）ともいう。通称は勘兵衛で、青木勘兵衛としても知られる。官位は右衛門佐。

## 略歴
美濃国大野郡揖斐庄の住人。
『青木系図』では、青木氏を藤原北家利仁流として作り、父は重任（勘七郎）で、重矩は近縁の同族であろう青木以豊という人物の養子となったと書かれている。
また同系図では、この重任と青木一重（秀吉の七手組組頭の1人）の祖父の重藤（重直の父）は兄弟で、重矩と重直は従兄弟の同族として書かれているが、青木一重は江戸時代に大名となって系譜の異なる丹治氏を祖先とする系図を作ったので、別系統の系図もある。
なお、重矩の曾祖父、一矩の高祖父は青木以通で、以通の子に通久、以重、重頼がいる。次子の以重から一矩へは、以重-重貞-勘七郎重任-勘兵衛重矩-一矩とつながっている。一方、長子の通久は、通久-教方-青木加賀守弌宗である。諸説はあるものの、一説に加賀守弌宗は華陽院の父であるというものがある。華陽院は、水野忠政・松平清康の妻であり、徳川家康の祖母で、源応尼と名乗って駿府で松平竹千代（家康）の養育にあたった。この説が正しければ、秀吉と家康は青木氏を経由してつながっていることになるが、裏付ける根拠はない。
重矩は、関兼貞（兼員）の三女、つまり大政所の妹を娶ったことで、秀吉の叔父となり、豊臣家の一門衆に列した。
禄高、所領などについては不明であるが、武将として特に活躍したという記述もない。